# ویل بروکس
ویل بروکس (انگلیسی: Will Brooks؛ زادهٔ october ۸, ۱۹۸۶ (۳۸ سال)) ورزشکار هنرهای رزمی ترکیبی اهل ایالات متحده آمریکا است. وی از سال ۲۰۱۱ میلادی تاکنون مشغول فعالیت بوده‌است.